# Pablo Servigne

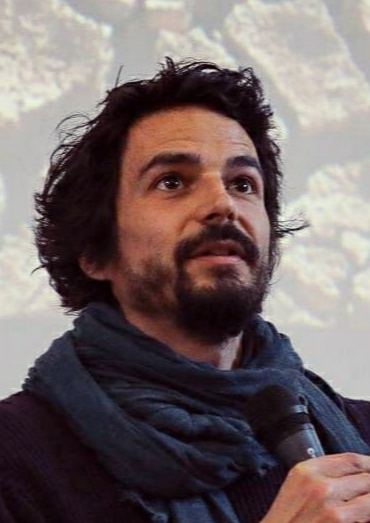
Pablo Servigne (2019)

Pablo Servigne, geboren in 1978 te Versailles, is een Frans agronoom en wetenschappelijk auteur.
Servigne studeerde af in de agronomie aan de Gembloux Agro-Bio Tech, de landbouwfaculteit van de Universiteit van Luik te Gembloers (provincie Namen, en werd doctor in de wetenschappen aan de Université libre de Bruxelles.
In 2008 verliet hij de academische wereld, en sloot zich aan bij de beweging die ijvert voor een ecologische transitie, met onder meer stadslandbouw, permacultuur e, agro-ecologie. Sedert 2010 neemt hij deel aan diverse ecologische initiatieven, met onder meer ook een onderzoeksproject voor het Fonds de la Recherche Scientifique (F.R.S.-FNRS). Hij is sinds 2013 ook lid van het Franse Institut Momentum, een denktank over thema’s als het Antropoceen en terugdringen van ongebreidelde economische groei.
In het Franse taalgebied lanceerde hij het begrip “collapsologie”, waarmee hij doelt op een mogelijke maatschappelijke instorting (Engels: societal collapse) als gevolg van klimatologische en ecologische chaos.